# Rancho Nuevo, Múgica
Rancho Nuevo är en ort i Mexiko.   Den ligger i kommunen Múgica och delstaten Michoacán de Ocampo, i den södra delen av landet, 300 km väster om huvudstaden Mexico City. Rancho Nuevo ligger 276 meter över havet och antalet invånare är 180.
Terrängen runt Rancho Nuevo är platt åt sydväst, men åt nordost är den kuperad. Runt Rancho Nuevo är det glesbefolkat, med 16 invånare per kvadratkilometer. Närmaste större samhälle är Nueva Italia de Ruiz, 10,4 km norr om Rancho Nuevo. Omgivningarna runt Rancho Nuevo är en mosaik av jordbruksmark och naturlig växtlighet.